# Inquisitor carmen
Inquisitor carmen é uma espécie de gastrópode do gênero Inquisitor, pertencente a família Pseudomelatomidae.